# Distrikt Busia (Uganda)
Busia ist ein Distrikt im Südosten von Uganda mit 323.662 Einwohnern und einer Fläche von 734,1 Quadratkilometern. Die Hauptstadt ist das gleichnamige Busia.
Der Distrikt wurde am 20. März 1997 aus dem Distrikt Tororo ausgegliedert. Er untergliedert sich in den Bezirk Samia-Bugwe, der wiederum in 10 Unterbezirke und einen Stadtbezirk eingeteilt ist. Diese wiederum gliedern sich in insgesamt 34 Gemeinden und 474 Einzelgemeinden.
Die wichtigsten landwirtschaftlichen Produktionsgüter sind Kaffee, Erdnüsse, Baumwolle und Soja. Weitere meist in Subsistenzwirtschaft produzierten Güter sind Hirse, Mais, Sorghum, Süßkartoffeln und Maniok. Die durchschnittliche Größe der Betriebe beträgt 2,5 ha.
Die verbreitetsten Sprachen sind Samia-Lugwe, Ateso, Swahili, Lugisu und Luganda.

## Verkehr
Der Distrikt verfügt über 710 Kilometer befestigte Straßen, davon sind 30 km asphaltiert und 56 km kiesgedeckt.